# Roscidotoga
Roscidotoga là một chi bướm đêm thuộc họ Nepticulidae.

## Các loài
- Roscidotoga callicomae Hoare, 2000
- Roscidotoga eucryphiae Hoare, 2000
- Roscidotoga sapphiripes Hoare, 2000